# إندغون
الإندغون أو إندوجون (الاسم العلمي: Endogone) هو جنس من الفطريات يتبع الفصيلة الإندغونية من رتبة الإندغونيات.

## أنواع الإندغون
- إندغون أرجنتيني
- إندغون زغبي
- إندغون أوريغوني
- إندغون بحري
- إندغون برتقالي
- إندغون أبيض
- إندغون ثؤلولي
- إندغون جنوبي
- إندغون حزمي
- إندغون حليبي النسغ
- إندغون حمصي الشكل
- إندغون سميك
- إندغون شبكي
- إندغون شعاعي
- إندغون شمالي
- إندغون صغير الثمار
- إندغون صوفي
- إندغون عاري
- إندغون عملاق
- إندغون غربي
- إندغون كثيف
- إندغون شاذ
- إندغون فيوغياني
- إندغون كبير الثمار
- إندغون كبير
- إندغون كلوي
- إندغون كندي
- إندغون كهرماني
- إندغون متقرح
- إندغون متكتل
- إندغون مهمل
- إندغون مولري
- إندغون وردي
- إندغون وسادي